# AirPrint
AirPrint est une fonctionnalité des systèmes d'exploitation macOS et iOS développée par Apple pour l'impression directe depuis un réseau local (généralement en Wi-Fi) vers des imprimantes et des multicopieurs certifiés AirPrint et reliés au réseau. Ce service fonctionne aussi avec des copieurs multifonctions ou des imprimantes incompatibles si ces appareils sont partagés. AirPrint ne nécessite pas de pilotes spécifiques à l'impression et il est compatible avec tout ordinateur exécutant Microsoft Windows, Linux, ou macOS. 

## Histoire et compatibilité de l'imprimante
À la suite de l'introduction de l'iPad en 2010, des inquiétudes ont été soulevées par les utilisateurs concernant l'incapacité du produit à imprimer, au moins à travers une solution supportée par Apple. Le fondateur et PDG d'Apple, Steve Jobs, aurait répondu à une demande d'impression des utilisateurs de ses appareils dans un courriel avec « Ça viendra », en mai 2010.
L'introduction du service AirPrint à l'automne 2010, dans le cadre de la version 4.2 d'iOS, a donné pour la première fois aux iPhones et aux iPads une capacité d'impression. AirPrint pour Mac a été introduit dans la version Mac OS X Lion.
Au lancement, douze imprimantes étaient compatibles avec AirPrint, toutes tirées de la série HP Photosmart Plus e-All-in-One. En juillet 2014, ce nombre était passé à environ 1 100 modèles d'imprimantes compatibles provenant de deux douzaines de fabricants différents. La liste actuelle peut être trouvée sur le site de support d'Apple. La technologie connexe est couverte par un brevet déposé par Apple.
AirPrint était à l'origine destiné aux appareils iOS connectés uniquement via un réseau Wi-Fi et nécessitait donc un point d'accès sans fil. Cependant, avec l'introduction du service AirPrint sur la plate-forme de bureau macOS en 2012, un Macintosh connecté au réseau via un cordon Ethernet peut également imprimer en utilisant le protocole AirPrint - pas seulement s'il est connecté à un point d'accès Wi-Fi. La connexion de type Wi-Fi Direct entre l'appareil et l'imprimante n'est pas prise en charge par défaut, mais elle est apparue en tant que fonction HP ePrint (en) Wireless Direct AirPrint.

## Support d'imprimante hérité
Un certain nombre de solutions logicielles permettent d'utiliser des imprimantes qui n'intègrent pas AirPrint sur des appareils iOS, en configurant le support sur un système intermédiaire accessible via le Wi-Fi, connecté à l'imprimante. Comme AirPrint est sans pilote, une telle configuration compense le manque de prise en charge native du service AirPrint par l'imprimante en utilisant les pilotes sur le système intermédiaire.
La solution la plus simple pour toutes les plateformes consiste à créer un nouveau service Apple Bonjour qui force les clients iOS à croire qu'ils parlent à un périphérique compatible AirPrint. De nombreux articles de blog et logiciels commerciaux existent pour y parvenir, ainsi que des solutions open source sous Linux. Cela fonctionne dans de nombreux cas parce que le service AirPrint est une extension du protocole IPP, que de nombreuses imprimantes prennent déjà en charge directement ou parce qu'elles sont partagées via un système intermédiaire (généralement CUPS, le système d'impression utilisé avec macOS et Linux). Cette approche est toutefois limitée, car les composants spécifiques au service AirPrint sont manquants. Cela peut entraîner des problèmes de compatibilité et des résultats inattendus. Certains progiciels répondent à ce problème en traduisant les différences entre le service AirPrint et le dialecte normalisé du protocole IPP, évitant ainsi les problèmes de compatibilité, tandis que la plupart ne font que partager les imprimantes en utilisant le nom du service AirPrint.
Pour Microsoft Windows, il existe des solutions gratuites ou payantes.
Sur macOS, il existe un service Bonjour qui prend en charge le service AirPrint pour les imprimantes existantes. Le système d'exploitation macOS inclut à cet effet les logiciels Netputing handyPrint et Ecamm Printopia.
Dans la plupart des distributions GNU-Linux, la prise en charge d'AirPrint devrait être automatique avec le sous-système d'impression par défaut de CUPS depuis la version 1.4.6 (comme Trisquel 5 et Ubuntu 11.04 ). Les serveurs CUPS antérieurs à la version 1.4.6 avec la découverte de service DNS peuvent également être configurés manuellement en ajoutant des enregistrements de découverte de service d'impression DNS-SD à un serveur de noms.